# Campionati europei di ciclismo su strada 2021 - Cronometro maschile Under-23
La cronometro maschile Under-23 dei Campionati europei di ciclismo su strada 2021, venticinquesima edizione della prova, si disputò il 9 settembre 2021 su un percorso di 22,4 km con partenza ed arrivo a Trento, in Italia. La medaglia d'oro fu appannaggio del danese Johan Price-Pejtersen, il quale completò il percorso con il tempo di 25'35", alla media di 52,53 km/h; l'argento andò al norvegese Søren Wærenskjold e il bronzo all'olandese Daan Hoole.
Sul traguardo 49 ciclisti, su altrettanti iscritti alla partenza, portarono a termine la competizione.

## Ordine d'arrivo (Top 10)
| Pos. | Corridore             | Squadra     | Tempo   |
| ---- | --------------------- | ----------- | ------- |
| 1    | Johan Price-Pejtersen | Danimarca   | 25'35"  |
| 2    | Søren Wærenskjold     | Norvegia    | a 33"   |
| 3    | Daan Hoole            | Paesi Bassi | a 34"   |
| 4    | Michel Hessmann       | Germania    | a 38"   |
| 5    | Lev Gonov             | Russia      | a 41"   |
| 6    | Raúl García Pierna    | Spagna      | a 44"   |
| 7    | Filippo Baroncini     | Italia      | a 49"   |
| 8    | Alexandre Balmer      | Svizzera    | a 55"   |
| 9    | Lennert Van Eetvelt   | Belgio      | a 59"   |
| 10   | Maurice Ballerstedt   | Germania    | a 1'03" |